# Pematang Sah Kuda
Pematang Sah Kuda is een bestuurslaag in het regentschap Simalungun van de provincie Noord-Sumatra, Indonesië. Pematang Sah Kuda telt 1825 inwoners (volkstelling 2010).